# Žalm 117
Žalm 117 („Chvalte Hospodina všechny národy“) je nejkratší biblický žalm. V překladech, které číslují podle Septuaginty, se jedná o 116. žalm.

## Užití v liturgii
V židovské liturgii je žalm podle siduru součástí tzv. Halelu, jenž je recitován po Amidě v rámci ranní modlitby při slavnostních příležitostech, k nimž patří především poutní svátky, ale též Chanuka či Roš chodeš. V římskokatolické liturgii je žalm součástí chvalozpěvu Laudate Dominum.